# Antonio León Blanco
Antonio León Blanco (n. Madrid, España; 8 de febrero de 1965) es un exfutbolista español que se desempeñaba como defensor.
Ganó dos campeonatos de Liga con el Real Madrid en las temporadas 1985/1986 y 1987/1988.

## Clubes
| Club          | País   | Año         |
| ------------- | ------ | ----------- |
| Real Madrid   | España | 1985 - 1986 |
| Real Madrid B | España | 1985 - 1987 |
| Real Madrid   | España | 1987 - 1988 |
| Real Madrid B | España | 1988 - 1989 |
| Real Betis    | España | 1989 - 1992 |
| Sant Andreu   | España | 1993 - 1994 |